# Santiago Udaeta
Santiago Udaeta (Zúric, Suïssa, 20 de juliol de 1949) és un exjugador de bàsquet espanyol.
Tot i néixer a Suïssa, es trasllada de ben petit a Madrid i amb 8 anys ja viu a Barcelona a causa de la feina del seu pare, José de Udaeta, que era coreògraf, mestre de ball i concertista de castanyola. S'inicia en el Col·legi La Salle Bonanova, viver de grans jugadors de bàsquet. En la temporada 1968-69, amb 18 anys, fitxa per l'Espanyol, on juga un any, igual que al FC Barcelona. Després fitxaria pel Joventut de Badalona, on juga per un espai de 4 anys. Els seus últims equips en actiu van ser el Club Bàsquet L'Hospitalet i el Club Bàsquet Granollers, jugant dos anys en cada un. Després de retirar-se de la pràctica activa del bàsquet es va dedicar a l'arquitectura, es va traslladar a Menorca sent arquitecte superior del Consell de Menorca i arquitecte en obra civil.